# Grand-Gosier
Grand-Gosier este o comună din arondismentul Belle-Anse, departamentul Sud-Est, Haiti, cu o suprafață de 83,91 km2 și o populație de 15.513 locuitori (2009).